# Золочевка (река)
Золочевка (укр. Золочівка) — река на Украине, протекает по территории Золочевского района Львовской области. Левый приток Западного Буга (бассейн Вислы).
Длина реки 25 км, площадь водосборного бассейна 232 км². Уклон 1,1 м/км. Долина трапециевидная, шириной 3 км. Пойма шириной до 500 м. Русло шириной до 10 м. Сток регулируется прудами комплексного назначения. Используется для технических и сельскохозяйственных нужд.
Берёт начало у села Плугов. Течёт на северо-запад. Впадает в Западный Буг восточнее села Петричи.